# Jens Böhrnsen
Jens Böhrnsen, född den 12 juni 1949 i Bremen, är en tysk jurist och socialdemokratisk politiker tillhörande SPD. Han var från 8 november 2005 till 15 juli 2015 förbundslandet Bremens borgmästare och senatspresident (delstatsregeringschef). Han omvaldes i delstatsvalen i maj 2007 och maj 2011. Efter det dåliga valresultatet för SPD i maj 2015, då partiet gick tillbaka över fem procentenheter i delstaten, valde Böhrnsen att lämna sin post genom att inte kandidera för omval som senatspresident. I juli 2015 efterträddes hans delstatsregering därför av en ny koalition med Carsten Sieling (SPD) som ny senatspresident och borgmästare.
Böhrnsen arbetade som domare i Bremen mellan 1978 och 1995, innan han blev heltidspolitiker.
Som regeringschef för Bremen, Tysklands minsta förbundsland, tvingades Böhrnsen hantera en delstatsekonomi med mycket hög skuldsättning. Han uttalade sig mot en sammanslagning av förbundsländerna Niedersachsen och Bremen som en lösning på skuldsituationen.

## Förbundsrådspresident och ställföreträdande statschef 2009-2010
Enligt gällande turordning mellan förbundsländerna var Böhrnsen som representant för Bremen ordförande för Tysklands förbundsråd 1 november 2009–31 oktober 2010.
I denna roll fick han från 31 maj 2010 till 30 juni 2010 ta över förbundspresidentens uppgifter i samband med Horst Köhlers avgång, till dess Christian Wulff tillträdde på posten. Han var därmed, enligt Tysklands grundlag, landets tillförordnade statschef i en månad, men inte till namnet förbundspresident.
Böhrnsen sade sig i rollen som företrädare för presidentämbetet endast utföra de mest nödvändiga ämbetsuppgifterna som statschef och i övrigt undvika officiella framträdanden, exempelvis genom att inte besöka det då pågående världsmästerskapet i fotboll. Han var även under tiden som statschef bosatt i Bremen.